# Грифитвил (Арканзас)
Грифитвил (енгл. Griffithville) град је у америчкој савезној држави Арканзас.

## Демографија
По попису из 2010. године број становника је 225, што је 37 (-14,1%) становника мање него 2000. године.
| Група             | 2000.       | 2010.       |
| Белци             | 247 (94,3%) | 223 (99,1%) |
| Афроамериканци    | 0 (0,0%)    | 1 (0,4%)    |
| Азијати           | 0 (0,0%)    | 0 (0,0%)    |
| Хиспаноамериканци | 14 (5,3%)   | 0 (0,0%)    |
| Укупно            | 262         | 225         |